# Equazione logaritmica
Un'equazione logaritmica è un'equazione in cui l'incognita compare come argomento o come base di un logaritmo, come ad esempio {\displaystyle log_{2}(x+3)=7\;}. È un'equazione trascendente, in quanto non riconducibile a somme o prodotti di polinomi.
Non è un'equazione logaritmica una equazione del tipo {\displaystyle x^{3}+4x+log_{3}7=0\;}, perché l'incognita non compare né come argomento, né come base del logaritmo.

## Risoluzione di un'equazione logaritmica
Per la risoluzione di un'equazione logaritmica ci si affida di solito alla definizione di logaritmo: il logaritmo in base {\displaystyle a} di argomento {\displaystyle b} (e si scrive {\displaystyle log_{a}b\;}) è l'esponente da assegnare alla base per ottenere l'argomento: se {\displaystyle log_{a}b=x\to a^{x}=b}.
Pertanto, se si ha un'equazione logaritmica da risolvere, prima si cerca di portarla nella forma più ridotta possibile, con a sinistra del segno di uguale il logaritmo e a destra il termine noto; poi, se l'incognita è nell'argomento del logaritmo, si dà a {\displaystyle x} il valore dell'esponente che occorre assegnare alla base per ottenere il termine noto. Dopo aver risolto l'equazione è necessario verificare se le soluzioni trovate soddisfino o meno le condizioni di esistenza dell'equazione data. Infatti:
- l'argomento di un logaritmo deve essere sempre strettamente positivo
- la base di un logaritmo deve sempre essere strettamente positiva e diversa da {\displaystyle 1}.[3]

Esempio 1: {\displaystyle log_{2}(x+5)=3\;}. 
{\displaystyle 3} è l'esponente da dare a {\displaystyle 2} per ottenere {\displaystyle x+5}, quindi {\displaystyle x+5=2^{3}\to x+5=8\to x=3\;}. Tale soluzione è accettabile poiché il campo di esistenza dell'equazione impone la stretta positività dell'argomento: {\displaystyle x+5>0\to x>-5}, pertanto la soluzione {\displaystyle x=3} rientra nell'intervallo desiderato.
Esempio 2: {\displaystyle log_{x}32=5}.
{\displaystyle 5} è l'esponente da dare a {\displaystyle x} per ottenere {\displaystyle 32}, da cui {\displaystyle x^{5}=32\to x^{5}=2^{5}\to x=2}. Tale soluzione è compatibile con la condizione di esistenza della base, {\displaystyle x>0,\;x\neq 1}.